# 谢尔盖·纳塔诺维奇·伯恩施坦
谢尔盖·纳塔诺维奇·伯恩施坦（俄语：Серге́й Ната́нович Бернште́йн，羅馬化：Sergei Natanovich Bernstein，1880年3月5日—1968年10月26日）是一位俄国及苏联的数学家，他在1904年在巴黎大学上交的博士论文解决了椭圆微分方程的希尔伯特第十九问题。之后，他发表了许多涉及概率论、构造性功能理论以及基因学的数学基础的著作。从1906年至1933年，他加入了哈尔科夫数学协会。